# Matheus Jesus
Matheus Jesus (sinh ngày 10 tháng 4 năm 1997) là một cầu thủ bóng đá người Brasil.

## Sự nghiệp câu lạc bộ
Matheus Jesus đã từng chơi cho Portimonense.